# Overhalla
Overhalla ist eine Kommune im norwegischen Fylke Trøndelag. Die Kommune hat 3946 Einwohner (Stand: 1. Januar 2025). Verwaltungssitz ist die Ortschaft Ranemsletta.

## Geografie

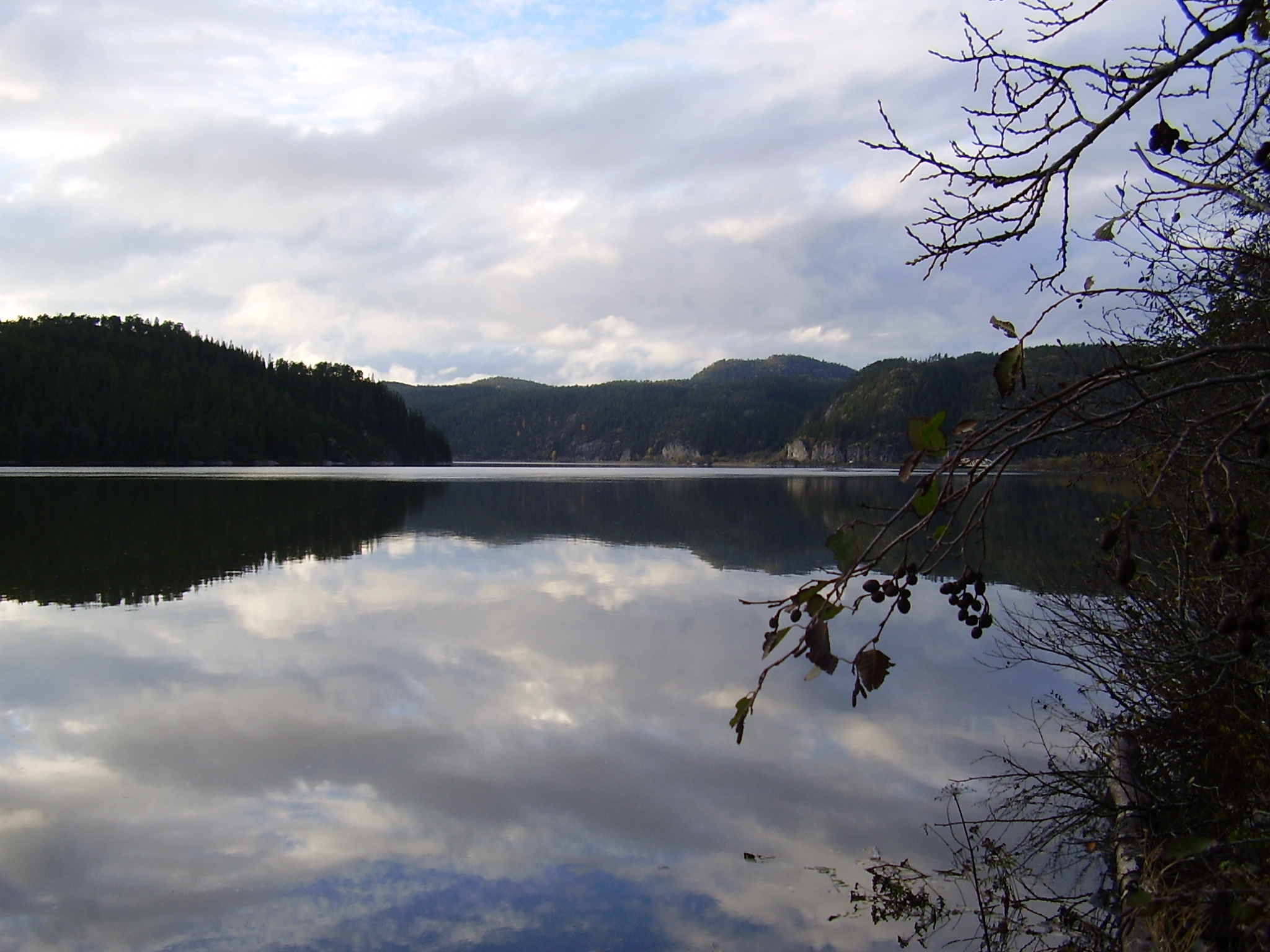
Blick auf den Fluss Namsen in Overhalla

Die Gemeinde grenzt an Høylandet im Nordosten, an Grong im Osten, an Snåsa und Steinkjer im Süden sowie am Namsos im Westen. Overhalle wird in Ost-West-Richtung vom Fluss Namsen im breiten Tal Namdalen durchflossen. Etwas westlich der Kommune mündet der Fluss bei Namsos in das Meer. In den Namsen münden in Overhalle mehrere Nebenflüsse, unter anderem die Bjøra. Beide Flüsse werden für die Lachsfischerei genutzt. An beiden Uferseiten des Namsens schließen sich hüglige Waldgebiete an, wobei sich vor allem im Norden auch mehrere Moorgebiete befinden. Die Erhebung Reinsjøfjellet stellt im Südosten mit einer Höhe von 726,38 moh. den höchsten Punkt der Kommune Overhalla dar.

## Einwohner
Die Einwohner leben vor allem entlang des Haupttals verteilt. Dort liegen unter anderem die Ortschaften Ranemsletta und Skogmo. In der Kommune liegen mehrere sogenannte Tettsteder, also mehrere Ansiedlungen, die für statistische Zwecke als eine städtische Siedlung gewertet werden. Diese sind Hunn mit 853, Ranemsletta mit 532, Svalia mit 279 und Skogmo mit 285 Einwohnern (Stand: 1. Januar 2024).
Die Einwohner der Gemeinde werden Overhallning genannt. Overhalla hat wie viele andere Kommunen der Provinz Trøndelag weder Nynorsk noch Bokmål als offizielle Sprachform, sondern ist in dieser Frage neutral.
| Jahr          | 1986 | 1990 | 1995 | 2000 | 2005 | 2010 | 2015 | 2020 | 2025 |
| ------------- | ---- | ---- | ---- | ---- | ---- | ---- | ---- | ---- | ---- |
| Einwohnerzahl | 3681 | 3777 | 3756 | 3659 | 3476 | 3577 | 3751 | 3884 | 3946 |

## Geschichte

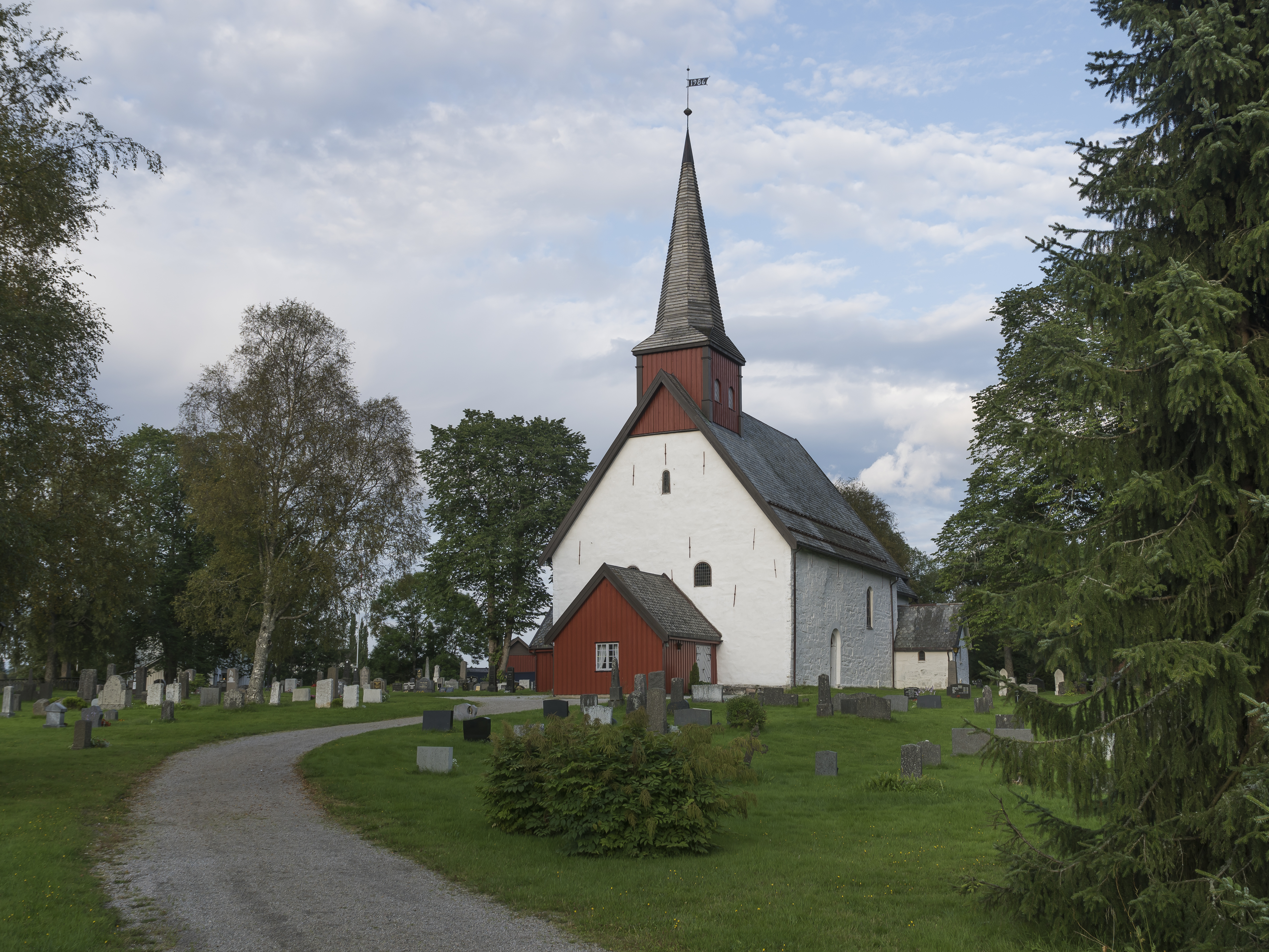
Ranem kirke

Die Kommune Overhalla entstand im Zuge der Einführung der lokalen Selbstverwaltung im Jahr 1837. Zum 1. Januar 1964 ging ein von 15 Personen bewohntes Gebiet von Høylandet an Overhalla über.
Bis zum 31. Dezember 2017 gehörte Overhalla der damaligen Provinz Nord-Trøndelag an. Sie ging im Zuge der Regionalreform in Norwegen in die zum 1. Januar 2018 neu geschaffene Provinz Trøndelag über.
In der Kommune gibt es mehrere Hügelgräber. Die Ranem kirke ist eine Kirche aus der Zeit um 1150. Sie brannte im Jahr 1899 ab und wurde anschließend restauriert. Die Holzkirche Skage kirke wurde 1903 fertiggestellt.

## Wirtschaft und Infrastruktur

### Verkehr
Entlang des Südufers des Namsen führt der Fylkesvei 7040 nach Namsos im Westen und Grong im Osten. In Grong mündet die Straße in die Europastraße 6 (E6). An der Nordseite des Flusses verlaufen der Fylkesvei 17 und der Fylkesvei 7052. Der Fylkesvei 17 führt von Ranemsletta aus in den Norden und weiter in die Kommune Høylandet.

### Wirtschaft
In Overhalla gibt es mehrere für die Region vergleichsweise große landwirtschaftliche Betriebe. In der Kommune wird vor allem Getreide angebaut und es werden überwiegend Rinder gehalten. Auch die Forstwirtschaft ist von Bedeutung und für die Industrie spielt die Holzverarbeitung eine größere Rolle. Zudem sind auch Arbeitsplätze in anderen Industriebereichen vorortet. Im Jahr 2020 arbeiteten von etwa 1930 Arbeitstätigen zirka 1020 in Overhalla selbst, 625 waren in der Nachbarkommune Namsos angestellt. Der Rest verteilte sich auf Kommunen wie Grong oder Trondheim.

## Name und Wappen
Das seit 1989 offizielle Wappen der Kommune zeigt sieben rote Kreuze, die zu einem Kreis angeordnet sind, auf goldenem Hintergrund. Der Gemeindename setzt sich aus den beiden Bestandteilen „over“ und „-halla“ zusammen. Im Altnordischen entsprach der Name æfri halfa und bedeutete „die obere Hälfte“. Der Name bezog sich zunächst auf einen Teil des historischen Fylkes Naumdølafylke und wurde schließlich auf ein kleineres Gebiet begrenzt.

## Persönlichkeiten
- Kristian Mandrup Elster (1841–1881), Schriftsteller
- Alf Hildrum (* 1948), Politiker und Journalist
- Per Olav Tyldum (* 1964), Politiker
- Trine Skei Grande (* 1969), Politikerin
- Ingri Aunet Tyldum (* 1983), Skilangläuferin